# モンテリブレッティ
モンテリブレッティ（伊: Montelibretti）は、イタリア共和国ラツィオ州ローマ県にある、人口約5,100人の基礎自治体（コムーネ）。

## 地理

### 位置・広がり
ローマ県北東部のコムーネ。

#### 隣接コムーネ
隣接するコムーネは以下の通り。括弧内のRIはリエーティ県所属を示す。
- カペーナ
- ファーラ・イン・サビーナ (RI)
- フィアーノ・ロマーノ
- モンテロトンド
- モントーポリ・ディ・サビーナ (RI)
- モントーリオ・ロマーノ
- モリコーネ
- ネーロラ
- パロンバーラ・サビーナ

### 気候分類・地震分類
モンテリブレッティにおけるイタリアの気候分類 (it) および度日は、zona D, 1789 GGである。
また、イタリアの地震リスク階級 (it) では、zona 2B (sismicità media) に分類される。

## 行政

### 分離集落
モンテリブレッティには、以下の分離集落（フラツィオーネ）がある。
- Borgo Santa Maria, Montemaggiore, Tarantò